# Andries de Graeff

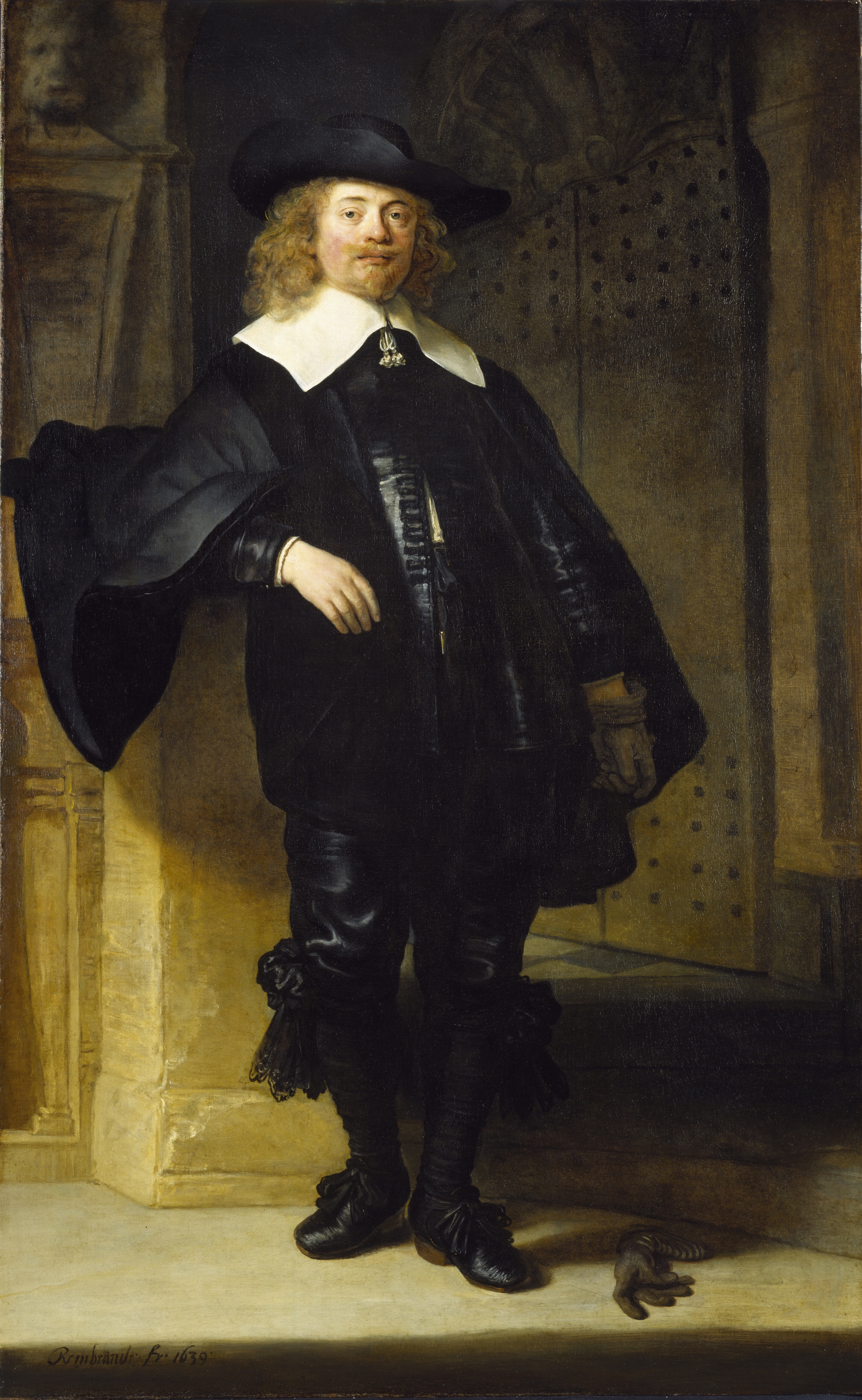
Andries de Graeff, målning av Rembrandt van Rijn (1639), Schloss Wilhelmshöhe, Kassel

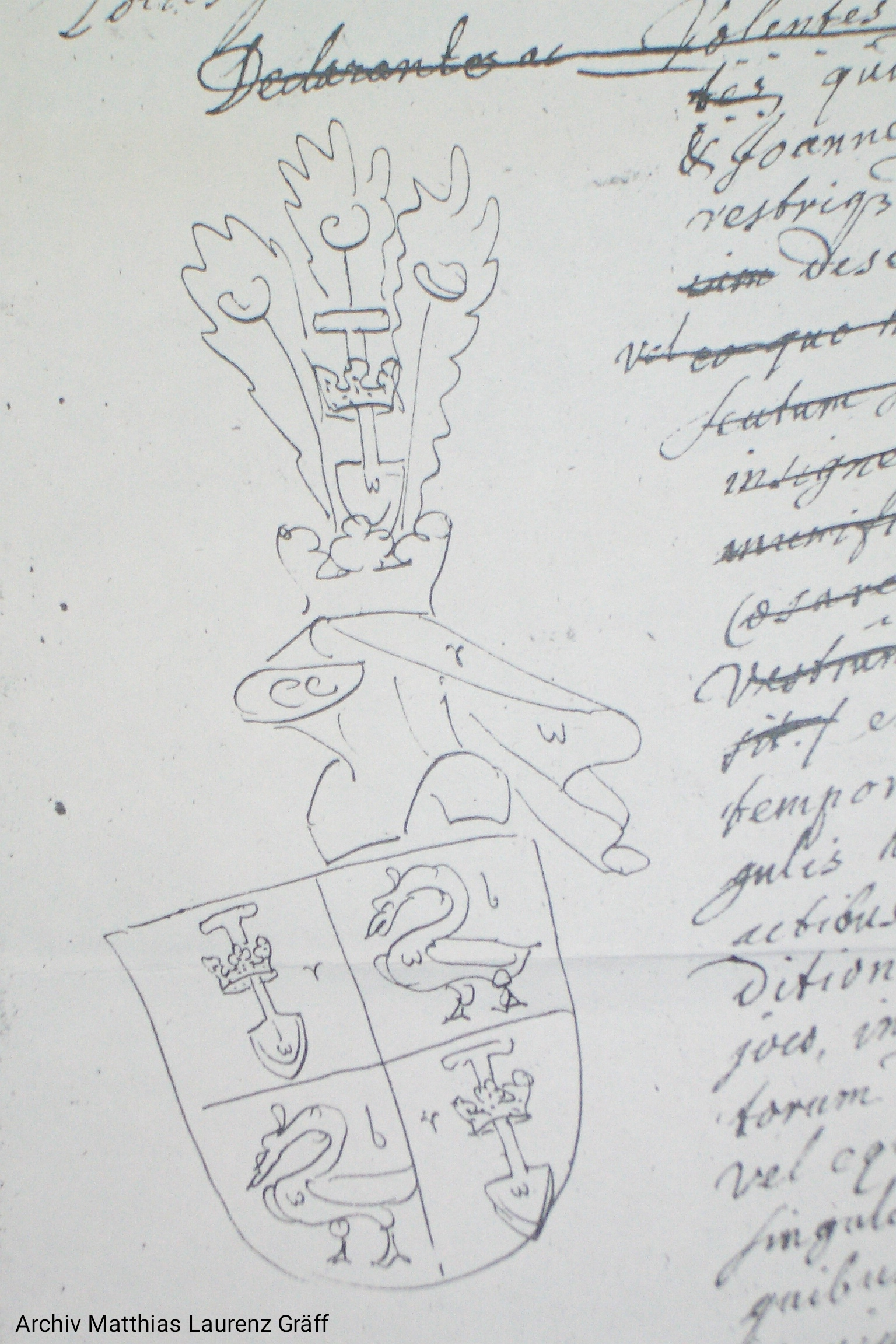
Vapensköld av Andries de Graeff (Matthias Laurenz Gräff Collection)

Andries de Graeff, född 16 februari 1611 i Amsterdam, död 30 november 1678, riddare,  var en nederländsk statsman och regent och borgmästare i Amsterdam och holländsk statsman i guldåldern.

## Biografi
Son till regent i Amsterdam Jacob Dircksz de Graeff. Gift 1646 med Elizabeth Bicker van Swieten. Han kom från familjen De Graeff, som tillsammans med familjen Bicker genom äktenskap hade den politiska makten i Amsterdam, Holland och slutligen i Republiken de sju förenade provinserna. I mitten av 1600-talet var Andries de Graeff, tillsammans med sin bror Cornelis de Graeff, en av de mest inflytelserika republikanerna och statsmansregenterna i republiken och en motståndare till de politiska ambitionerna i Huset Oranien. Efter broderns död tog han över ledarskapet för De Graeff-fraktionen och fortsatte sin politik. Hans politiska hållning var kännetecknande för hans familj: å ena sidan libertin och statssinnad, å andra sidan, om än i begränsad utsträckning, lojal mot Orangerna.